# Cacostola vanini
Cacostola vanini är en skalbaggsart som beskrevs av Martins 1979. Cacostola vanini ingår i släktet Cacostola och familjen långhorningar. Inga underarter finns listade.